# Salomon Kleiner
Salomon Kleiner (4. března 1700, Augsburg – 25. března 1761, Vídeň) byl německý kreslíř a rytec architektury, který působil především ve Vídni.

## Životopis
Kleiner byl synem prokurátora a pozdějšího notáře stejného jména, který přišel do Augsburgu z Lindau. Jeho matka, Maria Rosina Roggin narozená v Augsburgu, zemřela záhy po jeho narození. Jako 15 či 16letý nastoupil do učení k augsburskému mědirytci Johannu Augustu Corvinovi (1683–1738).
Od roku 1720 žil ve Vídni, kam ho poslal augsburští nakladatelé Johann Andreas Pfeffel a Jeremias Wolff (1663–1724) kreslit kláštery, kostely, světské stavby, ulice a náměstí císařského města. Jeho reprodukce vídeňských vedut z let 1724 a 1737 byly vydávány ve velkém nákladu. Vídeň opouštěl několikrát na delší dobu, když dostal objednávky na kreslení jiných míst. V letech 1723–1726 kreslil zámky rodiny Schönborn (Zámek Weißenstein v Pommersfelden, a Schönbornský dvůr a letohrádek Favorite v Mohuči). Jeho práce byly vysoce ceněny a v roce 1724 získal titul "inženýr kurfiřtství Mohučského" (Chur-Mainzischer Ingenieur).
Po této zakázce se vrátil pravděpodobně roku 1727 do Vídně a pokračoval v práci na vedutách. V roce 1744 vznikly jeho mědirytiny kláštera Göttweig.
Od roku 1746 působil jako profesor v "Theresianumu". Po roce 1750 vznikly ilustrace Monumenta Augustae Domus Austriacae.
Kleiner bydlel ve Vídni v Josefstadtu. Tam také zemřel v domě "U zlatého hada".

## Dílo
Jeho veduty a zobrazení architektury, které prováděl pro knížecí a bohaté zákazníky, měly především reprezentační účel. Pro pečlivost a věrnost detailu jsou to dnes cenné doklady dobového urbanismu. V mnoha případech jsou jeho rytiny dnes jediným dokladem o podobě staveb (často i s originálním vybavení a nábytkem). Kleinerovo dílo je především jedinečným dokladem barokní architektury v jižním Německu a Rakousku.
- Memorables De l'incomparable Heros de nôtre Siecle ou Representation exacte des Edifices et Jardins de Son Altesse Serenissime Monseigneur Le Prince EUGENE FRANCOIS Duc de Savoye et de Piemont … (Zámek Belveder a přilehlé zahrady (1731–1740)), augsburské vydání dědiců Jeremias Wolff, (Městská knihovna Mohan (Sign. 731 f 1 (R))

## Galerie

Rytiny Salomona Kleinera
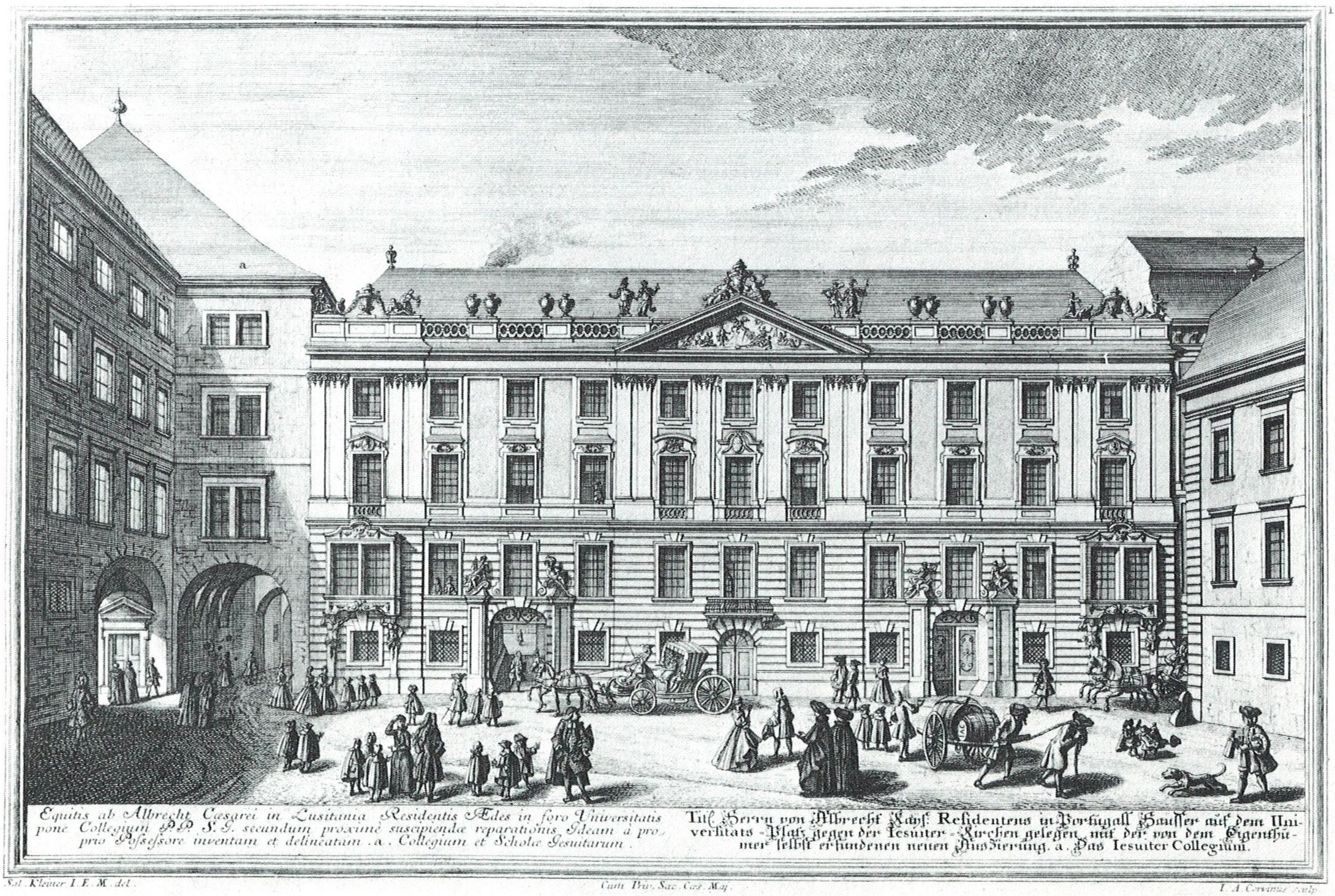
Pohled na Albrechtův palác, Vídeň, kolem 1726
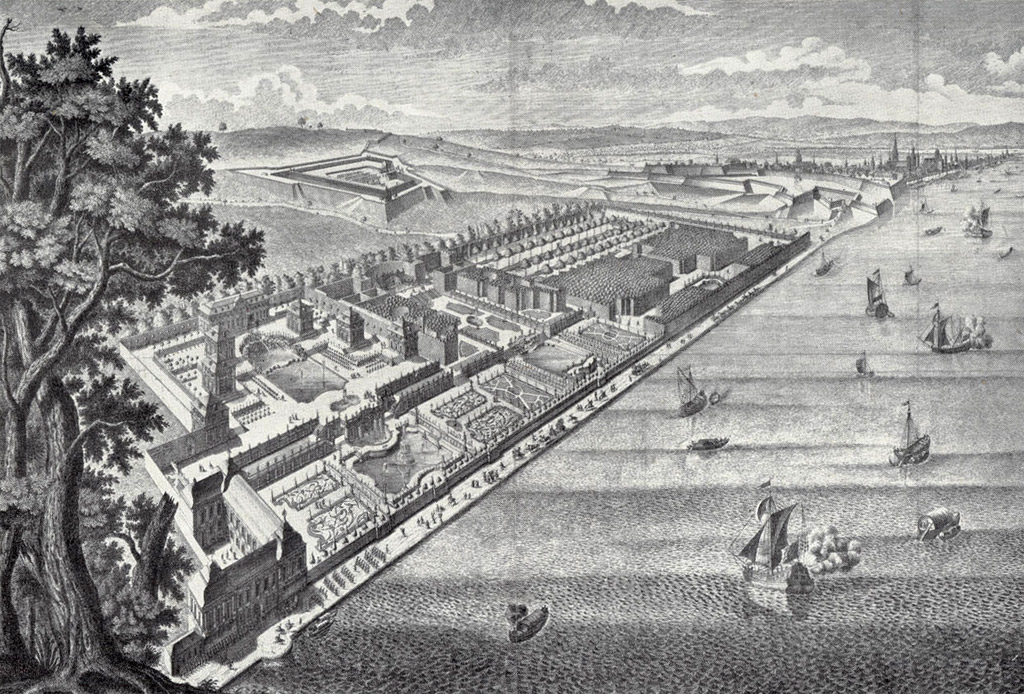
Celkový pohled na letohrádek Favorite, Mohuč, 1726
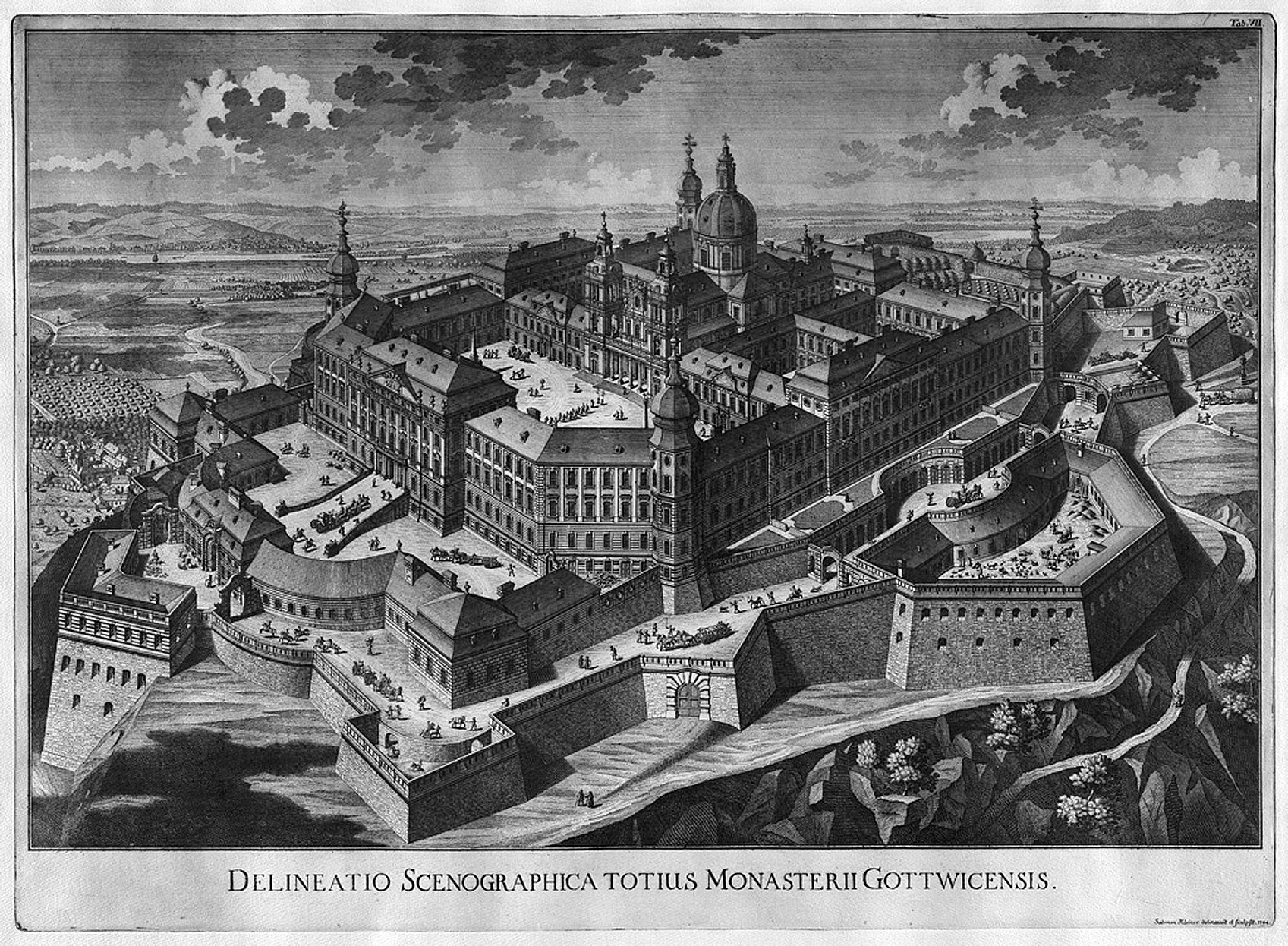
Klášter Göttweig, 1744
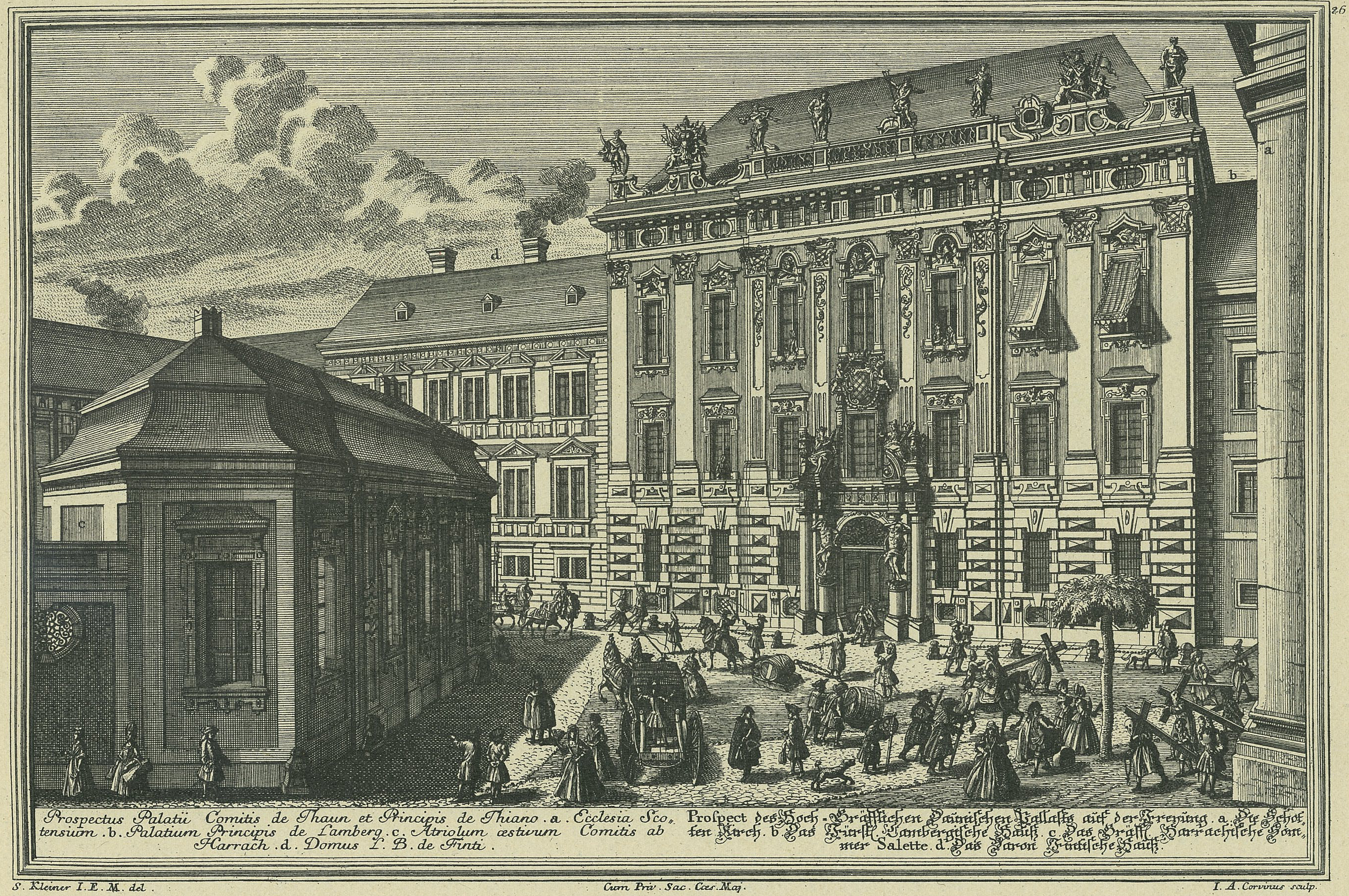
Palác Kinských, Vídeň, asi 1750